# Паралелизам на нивоу бита
Паралелизам на нивоу бита је форма паралелног извршавања наредби базирана на повећању дужине процесорских речи. Од доласка VLSI-а (енгл. very-large-scale integration) технологије за производњу рачунарских чипова у седамдестим годинама (до негде 1986), напреци у архитектурама рачунара су се остваривали повећавањем паралелизма на нивоу битова.
Повећавањем дужина речи смањује се број инструкција које процесор мора да изврши да би извршио целу операцију над променљивима чује су вредности веће од дужина речи. На пример, размотримо случај у коме један 8-битни процесор мора да сабере два цела 16-битна броја. Процесор мора прво сабрати 8 нижих битова сваког целог броја па онда да сабере 8 виших битова. То захтева две инструкције да се изврши једна операција. Шенаестобитни процесор би био у могућности да заврши операцију у једној иструкцији.
Сви рани електронски рачунари су били серијски рачунари. Први електронски рачунар који није био серијски (први рачунар са паралелизмом на нивоу бита) је био 16-битни "Whirlwind" из 1951,
Четворобитне микропроцесоре су замењени 8-битним, а касније 16-битним. А 16-битни су касније били замењени 32-битним микропроцесорима. Овом току је дошао крај када су представљени 32-битни процесори, који су постали стандард за општенаменска израчунавања чак две деценије. Тек су се скорије, са доласком x86-64 архитектуре, 64-битни процесори постали учестали.
На 32-битним процесорима, ширина екстерних магистрала података наставља да се шити. На пример, DDR1 SDRAM преноси 128 битова по једном циклусу клока. DDR2 SDRAM преноси минимум 256 битова по налету података.